# Ośrodek Rehabilitacyjno-Edukacyjno-Wychowawczy w Katowicach-Giszowcu
Ośrodek Rehabilitacyjno-Edukacyjno-Wychowawczy im. Marii Trzcińskiej-Fajfrowskiej – ośrodek wielospecjalistyczny dla niepełnosprawnych dzieci i młodzieży położony w Katowicach przy ulicy Gościnnej 8, na terenie dzielnicy Giszowiec. Został on oddany do użytku w 1986 roku z inicjatywy dr Marii Trzcińskiej-Fajfrowskiej i ówczesnego dyrektora kopalni węgla kamiennego „Staszic” – Zdzisława Sendera. Była to pierwsza tego typu placówka na terenie Polski i przynależy do Polskiego Stowarzyszenia Na Rzecz Osób z Niepełnosprawnością Intelektualną.

## Historia

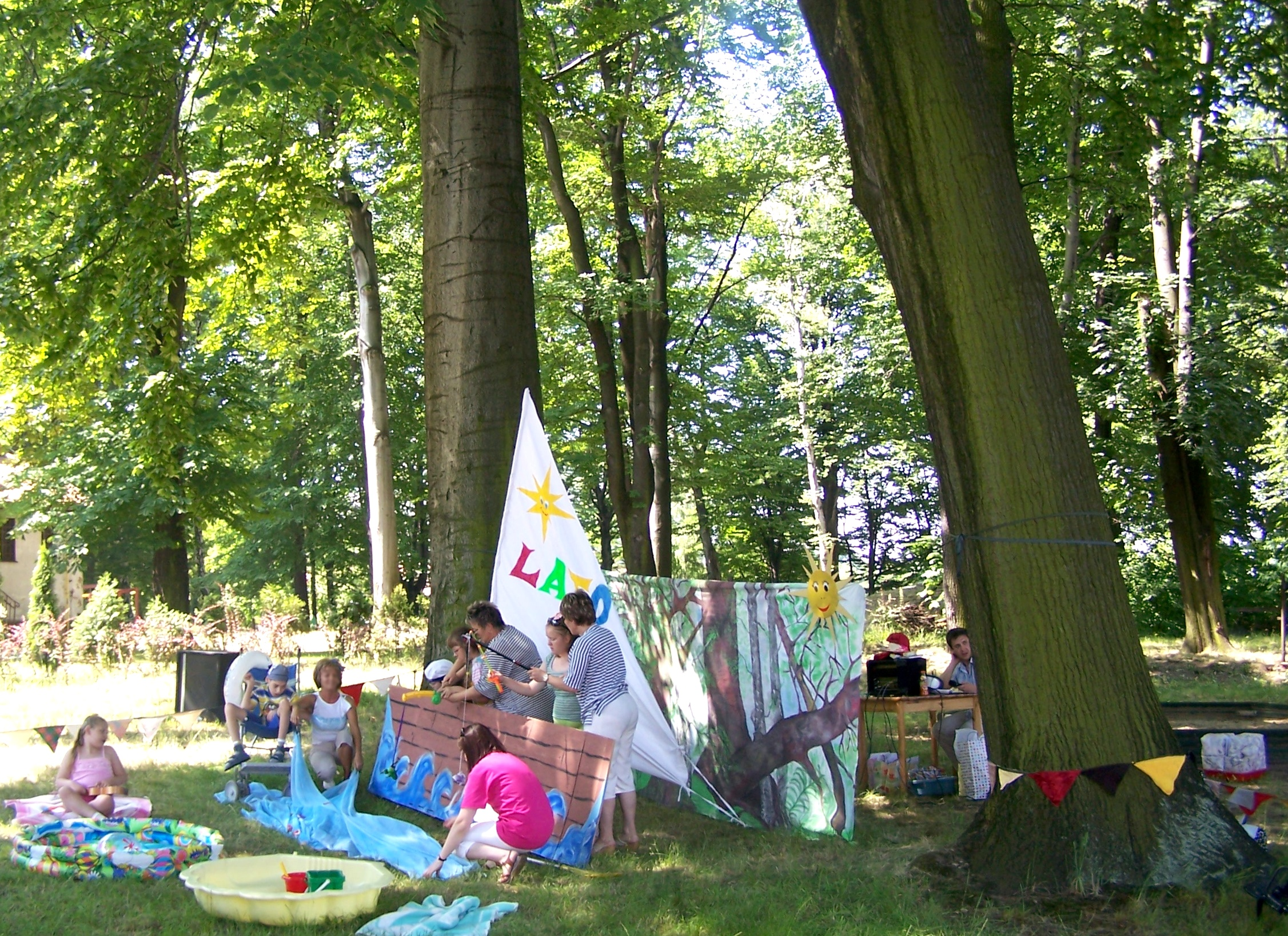
Uroczyste zakończenie roku szkolnego w Ośrodku

Z inicjatywy pediatry i neurologa dziecięcego, a zarazem mieszkanki Giszowca – Marii Trzcińskiej-Fajfrowskiej, wraz z pomocą Ludwika Lubowieckiego i Zdzisława Sendera powstał pierwszy w Polsce Dzienny Dom Opieki dla Dzieci Specjalnej Troski. W 1984 roku doszło do wmurowania aktu erekcyjnego. Na uroczystości zgromadziły się władze miejskie i wojewódzkie, dyrektorzy kopalń „Staszic” i „Wieczorek”, orkiestra górnicza i młodzież szkolna. 1 września 1986 roku nastąpiło uroczyste otwarcie placówki przez ministra górnictwa. Dyrektorem została Maria Trzcińska-Fajfrowska.
Placówka dziennego pobytu jako pierwsza w Polsce zapewniała niepełnosprawnym dzieciom i młodzieży kompletne leczenie, rehabilitację i naukę w jednym miejscu. Początkowo ośrodek miał charakter osiedlowy, z czasem rozszerzył zasięg i obecnie obejmuje także inne dzielnice Katowic i sąsiednie miasta. W 1994 roku Maria Trzcińska-Fajfrowska, dyrektorka domu specjalnej troski zginęła w wypadku samochodowym na trasie z Krakowa do Zakopanego. Jej następcą została Zyta Jagosz i pełniła funkcję dyrektora do 1999 roku – wówczas stanowisko to objęła Justyna Szymiec.
Na cześć zmarłej tragicznie twórczyni 25 marca 1995 roku placówce nadano nazwę: Ośrodek Rehabilitacyjno-Edukacyjno-Wychowawczy im. dr Marii Trzcińskiej-Fajfrowskiej. Wewnątrz ośrodka odsłonięto tablicę pamiątkową poświęconą Jej pamięci.

## Organizacja placówki
Ośrodek zapewnia stałą opiekę nad dziećmi i młodzieżą z uszkodzeniami układu nerwowego i upośledzeniem umysłowym. W ramach swojej działalności prowadzi ona następujące punkty:
- Ośrodek rehabilitacyjno-edukacyjno-wychowawczy – ośrodek rehabilitacji dziennej dla dzieci i młodzieży w wieku od 0 do 25 lat, zapewniający edukację i pomoc specjalistów[10],
- Punkt wczesnej interwencji – dla dzieci w wieku od 0 do 7 roku życia z zagrożeniem nieprawidłowego rozwoju, zapewniający pomoc medyczną, rehabilitacyjną, psychologiczną i logopedyczną[11],
- Warsztaty terapii zajęciowej – terapią objętych jest około 30 niepełnosprawnych osób, którzy do swojej dyspozycji mają m.in. pracownie: gospodarstwa domowego i zaradności życiowej, ceramiczną, krawiecką i salę do rehabilitacji ruchowej.

Ponadto w ośrodku prowadzona jest edukacja na poziomie przedszkolnym i podstawowym w podziale na trzy etapy. Placówka dysponuje Salą Doświadczania Świata, muzyczną oraz placem zabaw.